# Văcărescu
I Văcărescu sono una famiglia nobile della Valacchia.
Si ritiene l'origine sia concomitante alla nascita del principato di Valacchia.
Il capostipite del ramo dei letterati della famiglia fu Ienăchiță Văcărescu. I suoi figli, entrambi poeti, furono Alecu Văcărescu (nato nel 1769 e morto nel 1799) e Nicolae Văcărescu (nata nel 1784 e morta nel 1825). Anche il nipote Iancu Văcărescu fu poeta. Vantano tra gli esponenti anche Elena Văcărescu, anch'ella poetessa.